# روزماري تشيرتش
روزماري تشيرتش (بالإنجليزية: Rosemary Church)‏؛ (10 نوفمبر 1962 -) هي مذيعة أيرلندية في سي إن إن الدولية.
.

## وصلات خارجية
- السيرة الرسمية في موقع سي إن إن